# 高橋いさを
高橋 いさを（たかはし いさを、1961年9月7日 - ）は、日本の劇作家・演出家である。

## 略歴・人物
東京都青梅市で生まれる。
1980年に日本大学芸術学部演劇学科に進み戯曲創作を学ぶが、1983年に大学を中退。在学中に劇団ショーマを結成し、演劇活動を始める。劇団員は加藤忠可、川原和久、山本満太ら。
1981年、処女戯曲である「ボクサァ」を劇団で上演し注目され、「ある日、ぼくらは夢の中で出会う」や「バンク・バン・レッスン」などで人気を集める。
劇団以外のプロデュース公演にも多く関わり、「ＬＵＶ」「隠蔽捜査」「私に会いに来て」など話題作の演出も。
2018年、劇団を解散し、個人ユニット「ISAWO BOOKSTORE」を旗揚げし「昭和事件シリーズ」と題した実話を元にした作品を発表している。
戯曲集、多数。その作品のほとんどは論創社から出版されている。
また、「Ⅰ－note演技と劇作の実践ノート」「ステージ・ストラック～舞台劇の映画館」などの舞台に関する論評集、「映画が教えてくれた」「オリジナル・パラダイス～原作小説の映画館」など映画に関する論評集もある。
2000年より日本大学芸術学部演劇学科非常勤講師を務め、劇作実習を担当して後進の指導に当たる。また、ワタナベエンターテイメントカレッジで演技の講師を長く務める。
「ボクサァ」でシアターグリーン審査員特別賞、「あなたと見た映画の夜」で神保町演劇フェスティバル最優秀作品賞、「モナリザの左目」でロクソドンタ演劇フェスティバルグランプリ、「父との夏」でサンモールスタジオ脚本賞、「私に会いに来て」でサンモールスタジオ最優秀団体賞を受賞。
所属事務所はキョードーファクトリー、ハルベリーオフィス(業務提携)。

## 主な脚本・演出作品
- 「ある日、ぼくらは夢の中で出会う」（1983年）
- 「ボクサァ」（1984年）
- 「バンク・バン・レッスン」（1984年）
- 「けれどスクリーンいっぱいの星」（1986年）
- 「ウォルター・ミティにさよなら」（1987年）
- 「アメリカの夜」（1987年）
- 「極楽トンボの終わらない明日」（1988年）
- 「逃亡者たちの家」（1993年）
- 「八月のシャハラザード」（1994年）
- 「室井滋のドレッサー」（1994年）
- 「ＶＥＲＳＵＳ」（1995年）
- 「マスカレード」（1995年）
- 「リプレイ」（2000年）
- 「へなちょこヴィーナス」（小田玲奈と共作) （2002年）
- 「プール・サイド・ストーリー」（高橋卓郎と共作）（2004年）
- 「レディ・ゴー！」（中尾知代と共作）（2004年）
- 「淑女のお作法」（2007年）
- 「愛を捜して　植木屋さん、愛のインタビュー」（2008年）
- 「あなたと見た映画の夜」（2009年）
- 「真夜中のファイル」（2009年）
- 「交換王子」（2009年）
- 「父との夏」（2010年）
- 「正太くんの青空」（2010年）
- 「モナリザの左目」（2011年）
- 「旅の途中」（2012年）
- 「海を渡って～女優・貞奴」（2013年）
- 「母の法廷」（2014年）
- 「好男子の行方」（2018年）
- 「夜明け前―吉展ちゃん誘拐事件―」（2019年）
- 「獄窓の雪―帝銀事件―」（2020年）
- 「壁の向こうの友人－名古屋保険金殺人事件－」（2020年）
- 「明日は運動会―和歌山毒物カレー事件―」（2021年）
- 「夜のカレンダー―世田谷一家殺人事件―」（2022年）
- 「オー・ハッピー・デイ」（2022年）
- 「ブールス・リーと同じ日―中野劇団員殺人事件―」（2023年）
- 「あなたはわたしに死を与えた―トリカブト殺人事件―」（2023年）
- 「冥界裁判」（2024年）
- 「ジキルの告白－大学助教授教え子殺人事件－」（2024年）

## 演出作品
- 「天国から北へ3キロ」（三谷幸喜作）
- 「カップルズ世界で一番嫌いなアイツ」（オムニバス公演）
- 「また逢おうと竜馬は言った」（成井豊作）
- 「嵐になるまで待って」（成井豊作）
- 「MIKOSHI～美しい故郷へ」（樫田正剛作）
- 「隠蔽捜査＆果断・隠蔽捜査2」（今野敏原作）
- 「LUV」（マレー・シスガル作）
- 「私に会いに来て」（キム・グァンリム作）
- 「明日から来た男」（佃典彦作）

## 戯曲集
- 「ある日、ぼくらは夢の中で出会う」（「ボクサァ」併録／論創社）
- 「バンク・バン・レッスン」(「ここだけの話」併録／論創社）
- 「けれどスクリーンいっぱいの星」（論創社）
- 「極楽トンボの終わらない明日」（論創社）
- 「八月のシャハラザード」（「グリーン・ルーム」併録／論創社）
- 「リプレイ」（「ＭＩＳＴ」併録／論創社）
- 「ハロー・グッバイ」（短編集／論創社）
- 「ＶＥＲＳＵＳ死闘編～最後の銃弾」(「逃亡者たちの家」併録／論創社）
- 「へなちょこヴィーナス／レディ・ゴー！」（小田玲奈・中尾知代と共作) （論創社）
- 「プール・サイド・ストーリー／アロハ色のヒーロー」（高橋卓郎・小田玲奈と共作）
- 「淑女のお作法」（「マスカレード」併録／論創社）
- 「モナリザの左目」（「わたしとアイツの奇妙な旅」併録／論創社）
- 「海を渡って～女優・貞奴」（「母の法廷」他併録／論創社）
- 「真夜中のファイル」（「愛を探して」「あなたと見た映画の夜」併録／論創社）
- 「交換王子」（「旅の途中」併録／論創社）
- 「父との夏」（「正太くんの青空」併録／論創社）
- 「夜明け前―吉展ちゃん誘拐事件―」（「好男子の行方」併録／論創社）
- 「獄窓の雪―帝銀事件―」（「壁の向こうの友人」併録／論創社）
- 「あなたはわたしに死を与えた―トリカブト殺人事件―」（「明日は運動会」「夜のカレンダー」併録／論創社）

## 評論・エッセイ
- 「Ⅰ－note演技と劇作の実践ノート」（論創社）
- 「映画が教えてくれた―スクリーンが語る演技論」（論創社）
- 「ステージ・ストラック～舞台劇の映画館」（論創社）
- 「オリジナル・パラダイス～原作小説の映画館」（論創社）
- 「銀幕横断超特急」（論創社）
- 「Ⅰ－note②　舞台演出家の記録」（論創社）
- 「そして舞台の幕が開く」（論創社）エッセイ集

※ブログ「高橋いさをの徒然草①、②」を更新中。